# Santorini (Spiel)
Santorini ist ein abstraktes Brettspiel für zwei bis vier Personen. Es wurde im Jahr 2004 durch Gordon Hamilton erstmals veröffentlicht. 2017 erschien es in einer neuen Version der Firma Roxley Games, das über die Crowdfunding-Plattform Kickstarter finanziert wurde.
Das Spieldesign orientiert sich an der Architektur der Klippen der Santorini Insel in Griechenland. Das Spiel, welches primär für zwei Spieler entwickelt wurde, wird auf einem 5 × 5 Raster gespielt. Ziel ist es, eine „Stadt“ zu errichten, indem aus den vorgegebene Bauteilen Gebäude mit maximal drei Etagen entstehen. Gewonnen hat der Spieler, der eine seiner zwei Figuren auf ein dreistöckiges Gebäude setzen kann.
Das Spiel kann alternativ mit drei oder vier Personen, die in Zweiteams agieren, gespielt werden.

## Spielbausteine
1 Spielplan, 1 Klippenbaustein, 6 Arbeiter (in 3 Farben), 22 Erdgeschossbausteine, 18 Zwischengeschossbausteine, 14 Dachgeschossbausteine, 18 Kuppeln, 30 Götterkarten, 1 Anleitung

## Spielweise
Der Spieler bewegt eine seiner zwei Figuren im Raster und legt auf ein anliegendes Feld einen Baustein. Durch das Legen weiterer Bausteine entstehen mehrstöckige Gebäude, die aus Erd- und Zwischen- und Obergeschoss sowie einer Kuppel bestehen. Pro Zug kann ein Baustein gesetzt werden.
Der Zug kann nur auf die nächsthöhere Ebene oder ohne Einschränkung nach unten erfolgen.
Die Kuppel auf einem dreistöckigen Gebäude verhindert, dass ein Spieler dieses Feld betritt. Diese wird taktisch genutzt, wenn der Gegenspieler mit seinem nächsten Zug das Spiel gewinnen kann. Dazu muss der ausführende Spieler seine Figur neben das dreistöckige Gebäude setzen und die Kuppel legen.
Gewonnen hat der Spieler, der als erstes eine seiner zwei Spielfiguren auf die dritte Ebene gezogen hat oder wenn der Gegenspieler keinen Zug mehr machen kann.
In der 2017 erschienenen Version stattet die „Götterkarte“ jeden Spieler mit (asymmetrischen) Spezialfähigkeiten aus. Die optional erhältliche „Golden Fleece“-Erweiterung stattet das Spiel um weitere einmalige Effekte sowie um eine gelbe Figur aus, die den angrenzenden Figuren Sonderaktionen ermöglicht.

## Veröffentlichung und Kritik

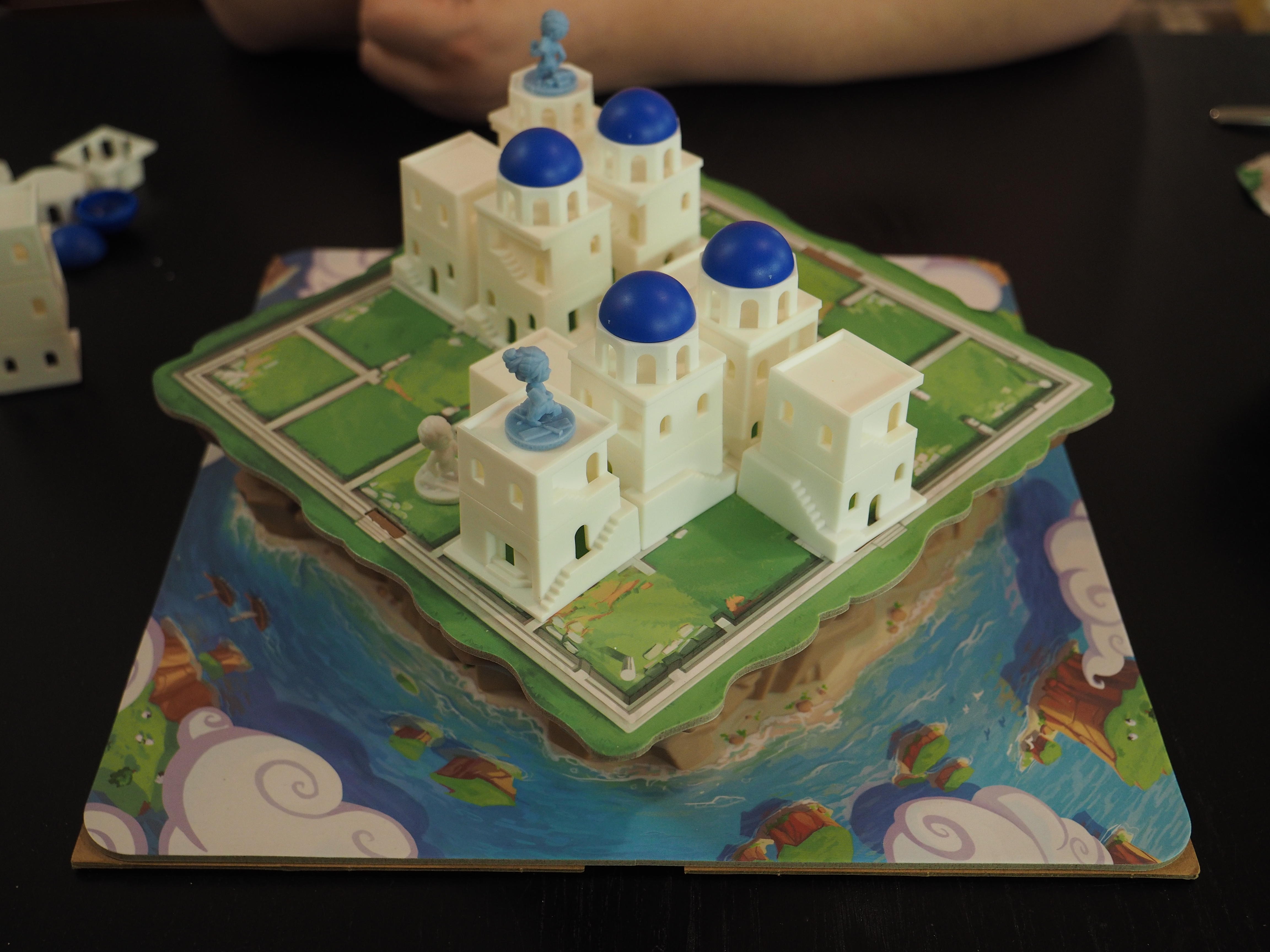
Die Roxley-Games-Variante des Spiels ist angelehnt an griechische Dörfer, im Gegensatz zum abstrakten Aussehen des Originals.

2004 veröffentlichte Hamilton das Spiel im Direktvertrieb. Die zwischen März und April 2016 von Roxley Games durchgeführte Kickstarter-Kampagne wurde von über 7100 Backern unterstützt und erzielte 700.000 C$. Somit wurde Santorini die erfolgreichste Kickstarter-Kampagne der kanadischen Provinz Alberta. Hamilton sieht das comichafte Design als Ursache für den Erfolg der Kickstarter-Kampagne an.
Neben der Spielanleitung in englischer Sprache steht jetzt auch eine deutsche Anleitung zur Verfügung.